# The Act
The Act ou L'enfer de Gypsie Rose Blanchard au Québec, est une série télévisée d'anthologie créée par Nick Antosca et Michelle Dean et diffusée depuis le 20 mars 2019 sur le service Hulu et depuis février 2020 sur le service illico.
Au Canada, elle est diffusée sur Starz Canada.
Prévue pour être une anthologie, chaque saison mettra en scène une histoire différente basée sur un fait réel. La première saison est basée sur le meurtre de Dee Dee Blanchard, interprétée par Patricia Arquette, une femme accusée d'avoir abusé mentalement de sa fille Gypsy, interprétée par Joey King.
En France, la série est diffusée depuis le 3 juin 2019 sur le service Starz Play et rediffusée à la télévision à partir du 4 mai 2020 sur Polar+. Elle reste inédite dans tous les autres pays francophones.

## Synopsis
La série se base sur l'histoire vraie du meurtre de Dee Dee Blanchard, commandité par sa fille Gypsy, cette dernière étant forcée depuis son enfance à être nourrie à la sonde et à se déplacer en fauteuil roulant inutilement. Atteinte du syndrome de Münchhausen par procuration, Dee Dee Blanchard a infligé à sa fille des médicaments et opérations inutiles, la persuadant elle et son entourage qu'elle était gravement atteinte de plusieurs maladies.

## Distribution

### Acteurs principaux
- Patricia Arquette (VF : Françoise Cadol) : Dee Dee Blanchard, mère de Gypsy Rose.
- Joey King (VF : Claire Baradat) : Gypsy Rose Blanchard, fille de Dee Dee.
- AnnaSophia Robb (VF : Audrey Sourdive)[6]: Lacey, un personnage original de la série basée sur Aleah Woodmansee[7].
- Chloë Sevigny (VF : Sybille Tureau) : Mel, la mère de Lacey qui est un personnage original dans la série basée sur Amy Pinegar.
- Calum Worthy (VF : Gauthier Battoue) : Nick Godejohn, le petit ami de Gypsy.

### Acteurs secondaires
- Denitra Isler (VF : Cathy Cerdà) : Shelly, une voisine
- Steve Coulter (VF : Régis Lang) : Dr Evan Harley
- José Alfredo Fernandez : Officier Cox
- Poorna Jagannathan (VF : Claire Guyot) : Dr Lakshmi Chandra

### Invités
- Dean Norris (VF : Jean-François Aupied) : Russ, un homme qui a été attiré par Dee Dee en 2011
- Joe Tippett (en) : Scott, le béguin de Gypsy qu’elle a rencontré lors d'une convention sur la bande dessinée en 2011
- Brooke Smith : Myra, l'avocate de Dee Dee
- Margo Martindale (VF : Coco Noël) : Emma Blanchard, la mère de Dee Dee
- Rhea Seehorn : Janet, la cousine de Dee Dee
- Juliette Lewis (VF : Magali Barney) : Kathy Godejohn, la mère de Nick
- John Ales (VF : Thierry Ragueneau) : Vance Godejohn, le père de Nick
- Molly Ephraim : Kate, l'avocat de Gypsy basé sur Mike Stanfield
- Cliff Chamberlain : Rod Blanchard, ex-mari de Dee Dee et père de Gypsy
- Adam Arkin : Détective Crawford

## Épisodes
1. La Maison du Bon Rêve (La Maison du Bon Rêve)
2. Les Dents (Teeth)
3. Deux Wolverines (Two Wolverines)
4. Ne sors pas (Stay Inside)
5. Le Plan B (Plan B)
6. Un tout nouveau monde (A Whole New World)
7. Bonnie and Clyde (Bonnie & Clyde)
8. Libre (Free)

## Distinctions

### Récompenses
- Emmy Awards 2019 : Meilleure actrice dans un second rôle pour Patricia Arquette
- Golden Globes 2020 : Meilleure actrice dans un second rôle dans une série, une mini-série ou un téléfilm pour Patricia Arquette

### Nomination
- Golden Globes 2020 : Meilleure actrice dans une mini-série ou un téléfilm pour Joey King